# اتاق شماره ۹
اتاق شماره ۹ (انگلیسی: Room No. 9؛‏ کره‌ای: 나인룸) یک مجموعه تلویزیونی محصول کره جنوبی سال ۲۰۱۸ با بازی کیم هی سون، کیم هه سوک و کیم یونگ کوانگ است. این مجموعه از ۶ اکتبر تا ۲۵ نوامبر ۲۰۱۸، روزهای شنبه و یکشنبه ساعت ۲۱:۰۰ (کی‌اس‌تی) از تی‌وی‌ان پخش شد.

## بازیگران

### اصلی
- کیم هی سون در نقش ئول‌جی هه یی، یک وکیل
- کیم هه سوک در نقش جانگ هوا سا
- کیم یونگ کوانگ در نقش گی یو جین، یک پزشک خانواده